# Deltree

La commande deltree permet de supprimer un répertoire sous DOS. 
Par exemple, deltree c:\mon_repertoire supprime le répertoire dont le nom est "mon_repertoire" situé à la racine du disque C:
La commande deltree est l'équivalent de rmdir sous UNIX